# Noticias Venevisión
Noticias Venevisión es el noticiero de la cadena televisiva venezolana, Venevisión, el cual se emite desde el 1 de marzo de 1961. Pertenece a la Alianza Informativa Latinoamericana.

## Historia
El 1 de marzo de 1961, cuando Venevisión comenzó sus transmisiones, este espacio de noticias tuvo por nombre Informaciones Venevisión.
En 1973 se cambia su nombre por El informador (reservando este nombre solo para la emisión estelar, avances informativos, resumen matutino y/o boletines extraordinarios). La emisión meridiana se hacía llamar "El informador en Lo que pasa en el mundo". En 1993 pasa a llamarse simplemente El informador en todas sus emisiones.
En 1994, El Informador adquiere el nombre de Noticiero Venevisión, simulando el formato original del Noticiero Univisión.
En 2002 retoman el nombre El informador, no obstante en 2006 vuelven nuevamente a retomar la denominación Noticiero Venevisión. Su eslogan es "Información justa y balanceada".
A partir de 2012 el noticiero forma parte de la Alianza Informativa Latinoamericana, siendo el sustituto de El Observador de RCTV. En esta alianza se establece alianzas con canales de diferentes países de América Latina, con los cuales comparte contenidos informativos, estos canales son Latina Televisión de Perú; Artear (Canal 13 y Todo Noticias) de Argentina; TV Azteca de México; Ecuavisa de Ecuador; TVN de Panamá; Telefuturo de Paraguay; Canal 13 de Chile; Canal 4 de Uruguay y Unitel de Bolivia. Además Noticiero Venevisión cuenta con los servicios televisivos de agencias como Reuters y AP y alianzas con canales como Univisión y CNN en Español.
El 18 de diciembre de 2023, sufre un cuarto renombramiento, y pasa a llamarse Noticias Venevisión, donde se aplica además un traslado de estudio para la nueva etapa del programa.
El 28 de julio de 2024, Venevisión estrena una nueva renovación escenografica, además de emitirse por primera vez bajo el formato de imagen 1080i (HDTV), esto en el marco del seguimiento de las Elecciones presidenciales de Venezuela de 2024.

## Ediciones y Segmentos

### Segmentos
| Título                  | Presentadores             | Descripción |
| ----------------------- | ------------------------- | --- |
| Lo que pasa en el mundo | Presentadores centrales   | Se encarga de analizar las noticias importantes que ocurren a nivel mundial.                                                                                      |
| Deportes                | Gregorio Rojas            | Sección del noticiero donde se repasan los hechos deportivos más importantes del momento.                                                                         |
| Entrevista Venevisión   | Gregorio Rojas (Matutina) | Sección de entrevistas donde se muestra invitados políticos debatiendo sobre la situación del país. Varias veces se entrevista a varios artistas de la farándula. |
| Entrevista Venevisión   | Endrina Yépez (Meridiana) | Sección de entrevistas donde se muestra invitados políticos debatiendo sobre la situación del país. Varias veces se entrevista a varios artistas de la farándula. |
| Vida y Salud            | Estefanía Gambalvo        | En esta sección muestra los últimos avances de la salud y algunos datos a saber.                                                                                  |
| Es Viral                | Maria Guarapano           | Sección donde se presentan los hechos más virales en las redes sociales.                                                                                          |
| Estrenos y Estrellas    | Nieves Soteldo            | Sección muestran los últimos hechos a nivel de espectáculo y entretenimiento                                                                                      |
| El Imparcial            | Néstor Brito Landa        | Breve resumen informativo de todas las noticias del día emitido transmitido a las 8:00pm                                                                          |

### Cápsulas
Las cápsulas sobre ciudadanía y responsabilidad social que se presentan fuera del noticiero.
| Título                       | Descripción |
| ---------------------------- | --- |
| Noticiero Venevisión contigo | En esta sección se muestran mensajes de personas que necesitan, por lo general, algún medicamento, algún donante, etc. Actualmente también forma parte del segmento El Buen Venezolano.                            |
| El Buen Venezolano           | Segmento conducido por Endrina Yépez. En este segmento se muestran micros acerca de valores que todo ciudadano debería poner en práctica. Además en ocasiones se transmiten algunas historias de gente venezolana. |

## Transmisión
La transmisión desde 1961 siempre se ha realizado por Venevisión. Desde 2000 se emitía a través de la señal internacional del canal, Venevisión Continental, junto a otros noticieros, hasta 2008, que el canal cambia de nombre a Novelisima.
| Cadena                                          | Año de primera emisión | Año de última emisión |
| ----------------------------------------------- | ---------------------- | --------------------- |
| Venevisión                                      | 1961                   | Presente              |
| Venevisión Continental                          | 2000                   | 2008                  |
| Venevisión Internacional                        | 2023                   | Presente              |
| Noticias Venevisión (dentro de Venevisión Play) | 2024                   | Presente              |

### Plataforma digital
Actualmente Noticias Venevisión también está presente en Internet a través de su sitio noticierovenevision.net (por medio de YouTube), y Venevisión Play (como canal FAST), donde se reflejan las informaciones más importantes del acontecer nacional e internacional. Adicionalmente, el espectro informativo de Noticias Venevisión también abarca la transmisión de noticias por sus portales en Facebook, Twitter, Instagram y Youtube.

## Anclas
El noticiero con los años ha tenido diversos anclas principales, varios de estos teniendo una sección propia o común dentro del noticiero. En sustitución de los principales, los reporteros (principalmente los presentes en el Distrito Capital) pueden ser llegar a ser los sustitutos de los anclas en los momentos que estos no puedan estar presentes, además de poder tener también una sección en el programa. Comúnmente en la sección de espectáculos algunas de las candidatas ganadoras del Miss Venezuela llegan a conducir este espacio por unas semanas definidas.

### Actuales anclas
La siguiente lista solo incluye a los presentadores actuales de información general o de las secciones, en el set de noticias:
- Gregorio Rojas
- Diana Martínez
- Estefanía Giambalvo
- Endrina Yepez
- Milagros Zambrano
- Néstor Brito Landa
- Nelsy Oviedo
- Nataly de Nobrega
- Carolina Campos
- María Guarapano
- Nieves Soteldo

### Exanclas
La siguiente lista solo incluye a los presentadores anteriores de información general o de las secciones, en el set de noticias:
- Óscar Yanes †
- Andrés Monagas
- Pedro del Corral †
- William Jiménez Liscano †
- Fernando Rodríguez Lira †
- Luis Ochoa †
- Manuel Correa
- Adelso Sandoval
- Roberto Viloria
- Juan Francisco Del Corral
- José Sánchez Guillot
- Hilda Oráa
- Ninón Racca
- Marisela Toro
- Marycarmen Sobrino
- Carlos Fernándes
- Leopoldo Castillo
- Tony Cittadino
- Geisha Torres
- Gabriela "Gaby" Patiño
- Mónica Velo Marín
- Victoria Joseph
- Elyangélica González
- Nelson Bocaranda
- Albani Lozada
- Osman Aray
- Ramón Rivas Jerez †
- Gladys Rodríguez
- Carlos José Monzón
- Unai Amenábar
- Dynalba Salas
- Dayra Lambis
- Fausto Malavé
- María Angélica Dávila
- Ligimat Pérez
- Napoleón Bravo
- Albani Lozada
- Bárbara Crespo
- Manuel Cobela
- Efraín Zavarce
- Vanessa Sánchez
- Karla Salcedo Flores
- Claudia Andrade
- Eduardo Rodríguez Giolitti[8]
- Manuel Sáinz[9]
- Luis Manuel Fernández †
- Jesús Marín
- Anna Vaccarella[10]
- Claudia Hernández
- Silvia Cabrera
- Reinaldo Rodríguez
- Zoraya Villarreal
- Lirio Pérez Petit
- Maryorie González
- Waleska Manzi
- Aydana Ruiz
- Aymara Chacín
- Ángel López
- Ana Alicia Alba[11]
- José Manuel Dopazo † [12]
- Elianta Quintero[13]
- Federica Guzmán[14]
- Carolina Sulbarán

- Marietta Puche
- Tatiana Irizar
- Yogheisa Adrián